# Crivățu, Argeș
Crivățu este un sat în comuna Cuca din județul Argeș, Muntenia, România.